# Gunung Suaren
Gunung Suaren är ett berg i Indonesien.   Det ligger i provinsen Aceh, i den västra delen av landet, 1 400 km nordväst om huvudstaden Jakarta. Toppen på Gunung Suaren är 649 meter över havet, eller 210 meter över den omgivande terrängen. Bredden vid basen är 1,8 km.
Terrängen runt Gunung Suaren är huvudsakligen kuperad. Runt Gunung Suaren är det ganska tätbefolkat, med 111 invånare per kvadratkilometer. I omgivningarna runt Gunung Suaren växer i huvudsak städsegrön lövskog.